# Fowlea yunnanensis
Fowlea yunnanensis — вид змій родини полозових (Colubridae). Ендемік Китаю.

## Поширення і екологія
Fowlea yunnanensis мешкають на заході провінції Юньнань, біля кордону з М'янмою. Вони живуть в гірських субтропічних лісах, поблизу ставків і боліт, трапляються на рисових полях, на висоті від 800 до 1500 м над рівнем моря. Живляться амфібіями, рибою і гризунами.